# Sperrstelle Zurzach

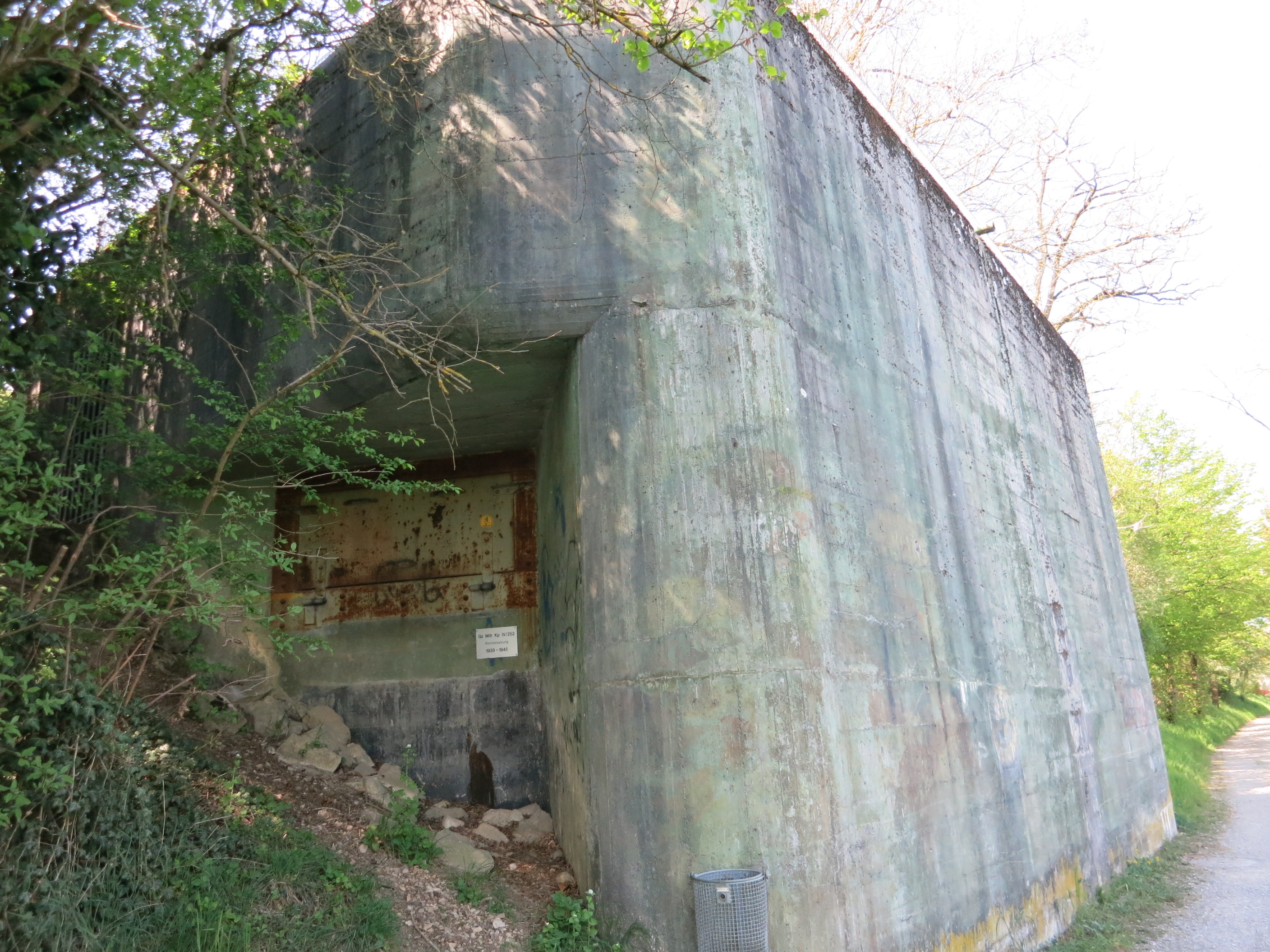
Infanteriebunker «Zurzach-Säge» A 4221 am Rheinuferweg

Die Sperrstelle Zurzach war eine Grenzbefestigung der Grenzbrigade 5 der Schweizer Armee in Zurzach. Sie erstreckt sich auf dem linken Rheinufer von der Kiesgruppe nördlich des Thermalbades bis zur Sodafabrik bei Rekingen.
Ihre Werke sicherten den Rheinübergang, das Rheinufer und bei Zurzach-Bsetzi die Bruggerstrasse setzi über den Achenberg ins Wasserschloss der Schweiz.
Sie gilt als militärhistorisches Denkmal von nationaler Bedeutung.

## Geschichte

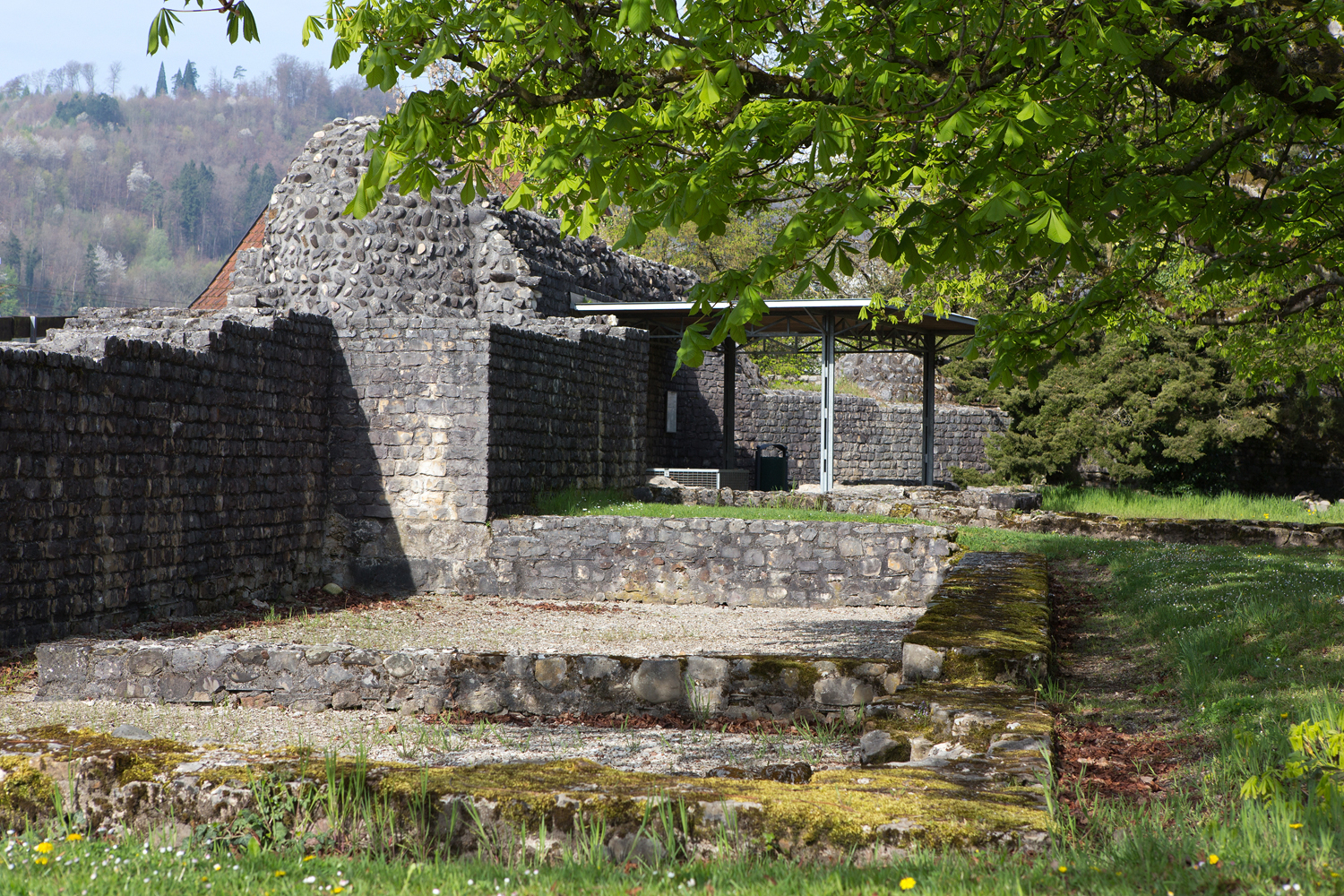
Spätrömisches Doppelkastell Kirchlibuck-Sidelen «Tenedo»

Die strategische Bedeutung des Rheins und des günstig gelegenen Rheinübergangs bei Bad Zurzach wurde bereits zur Römerzeit erkannt. Das natürliche Flusshindernis Rhein wurde für die militärische Sicherheit des Römischen Reiches genutzt. Die Helvetier waren als Foederati für die römische Wacht am Rhein zuständig. Als sich das von Gaius Iulius Caesar hinterlassene System der Sicherung der Rheingrenze auf die Dauer als ungenügend erwies, wurden die römischen Legionen in den Aargau geschickt. Tiberius richtete 14 n. Chr. den römischen Militärposten von Vindonissa ein.
Von etwa 10 bis 50 n. Chr. bestand das Römische Militärlager Zurzach zum Schutz des Rheinübergangs der Römerstrasse von Vindonissa nach Arae Flaviae. Valentinian I. komplettierte in den 370er Jahren n. Chr. die Befestigung der Rheinlinie. In diese Zeit fiel der Bau des Doppelkastell Kirchlibuck-Sidelen «Tenedo», von dem die 368 n. Chr. entstandene Brücke als wichtigem Teil der Römerstraße Neckar–Alb–Aare kontrolliert wurde. Im Mittelalter diente das Schloss Mandach der Sicherung des Rheinübergangs.
Während des Zweiten Weltkriegs wurde die Schweizer Grenze mit grossem Aufwand befestigt. Um 1935 wurden die bestehenden Sprengobjekte in allen Rheinbrücken ergänzt und Panzersperren errichtet. Entlang des Rheinufers wurden Maschinengewehrbunker (Mg) zur Verhinderung des Übersetzens feindlicher Infanteriekräfte erstellt. Ein Ingenieur-Offizierskurs befasste sich 1934 mit den Möglichkeiten der prioritären Befestigung des Brückenkopfes beim Rheinübergang in Bad Zurzach. Von 1936 bis 1939 wurden die sieben Objekte der Sperrstelle Zurzach von privaten Bauunternehmen gebaut. Im Rietheimer Rheinboden wurden die Bunker an den Fuss des Hügelzuges Laubberg (Sperrstelle Koblenz) zurückgenommen und mit einem Schienenhindernis ergänzt. Am 29. August 1939 bezogen Soldaten der Grenz-Mitrailleur-Kompanie IV/252 der Grenzbrigade 5 die Bunker ernstfallmässig.

## Sperrstelle Zurzach
1936 wurde der Rheinübergang mit einer Panzerbarrikade beim Zoll gesichert und ab 1937 wurde der Infanteriebunker «Brücke» (in der Achse der Brücke) sowie die Maschinengewehrbunker entlang des Rheinufers als Fortsetzung der linksrheinischen Bunkerkette Basel-Stein am Rhein erstellt:
- Infanteriebunker «Rietheim-Schachen» A 4224: 2 Mg ⊙
- Infanteriebunker «Rheinfeld» A 4223: 3 Maschinengewehre (Mg) ⊙
- Infanteriebunker «Kiesgrube Nord» A 4222: 2 Mg ⊙
- Infanteriebunker «Kiesgrube Süd»: Infanteriekanone (Ik) (abgebrochen)
- Infanteriebunker «Säge» A 4221: 2 Mg ⊙
- Infanteriebunker «Burg/Berg» A 4220: 2xMg ⊙
- Infanteriebunker «Brücke» A 4219: Ik, Mg ⊙
- Infanteriebunker «Zurzach Bsetzi: Ägerten» A 4218: 24 mm Tankbüchse 41, 2 Lmg 25 ⊙
- Infanteriebunker «Zurzach Bsetzi: Lusthüsli» A 4217: Ik, Mg ⊙
- Geländepanzerhindernis «Zurzach Bsetzi» ⊙
- Infanteriebunker A 4215: Mg ⊙
- Infanteriebunker «Soda» A 4214: Mg ⊙
- Strassenbarrikade «Zoll»
- Beobachter «Naziblick» (abgebrochen)
- Beobachter «Tropfloch»
- Beobachter «Ratzloch»[4]

## Sperrstelle Kaiserstuhl

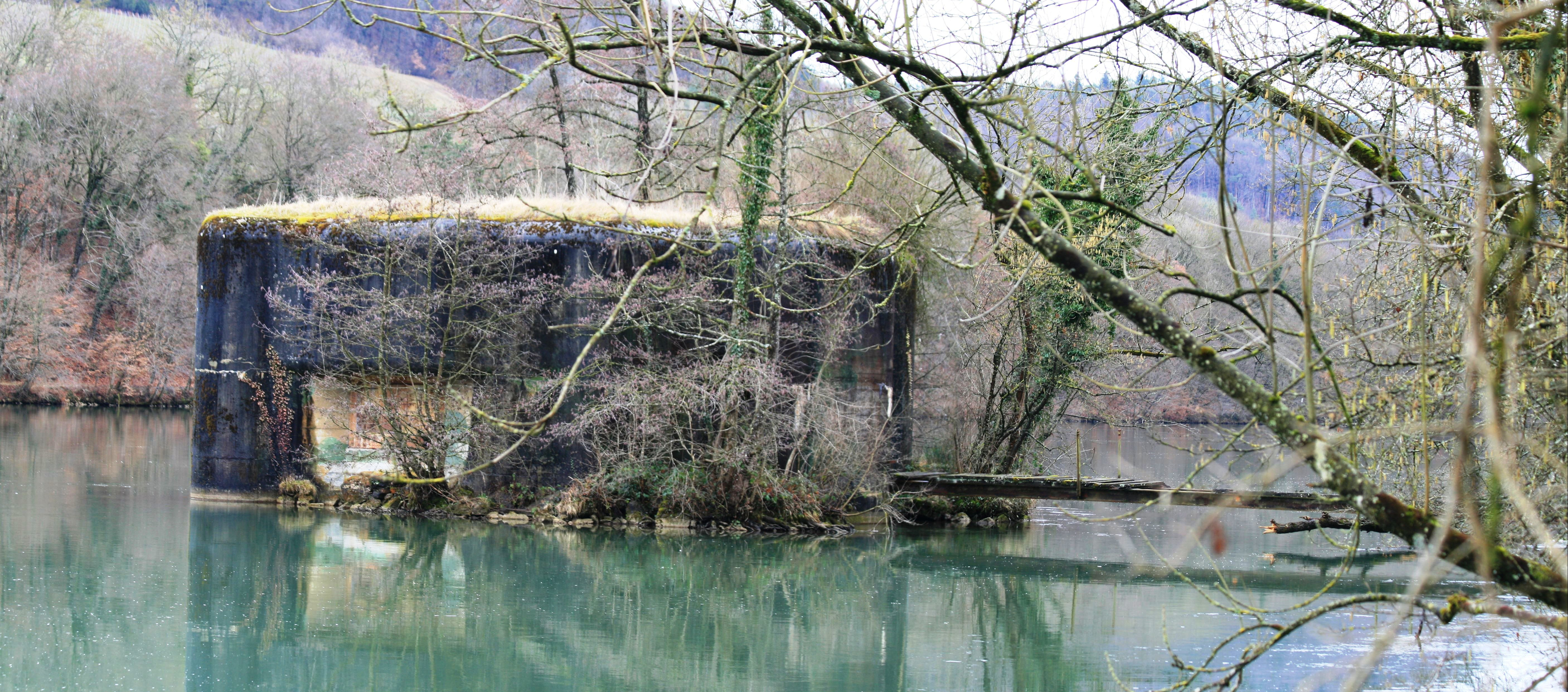
Infanteriebunker «Fisibach-Schwarzwasserstelz» A 4203

Von Zurzach bis Kaiserstuhl waren rheinaufwärts zahlreiche Bunker am Ufer erstellt worden:
- Infanteriebunker «Rekingen-Sodafabrik» A 4213 ⊙
- Infanteriebunker «Rekingen-Kreuzlibach» A 4212 ⊙
- Infanteriebunker «Rekingen-Reckenden Kraftwerk» A 4211 ⊙
- Infanteriebunker «Mellikon-Meienried» A 4210 ⊙
- Infanteriebunker «Mellikon-Rheinzelg» A 4209 ⊙
- Infanteriebunker «Mellikon-Tegerbach» A 4208 ⊙
- Infanteriebunker «Rümikon-Wasseräcker» A 4207 ⊙
- Infanteriebunker «Rümikon-Scheibenbuck» A 4206 ⊙
- Infanteriebunker «Rümikon-Rieselbuck» A 4205 ⊙
- Infanteriebunker «Rümikon-Sandgraben» A 4204: Mg ⊙
- Infanteriebunker «Fisibach-Schwarzwasserstelz» A  4203: 2 Mg ⊙
- Unterstand «Rümikon-Kesseläcker» A 4202
- Infanteriebunker A 4201 Siglistorf West ⊙
- Infanteriebunker A 4200 Siglistorf Ost ⊙
- Unterstand «Hägele» A 5399
- Infanteriebunker «Fisibach» A 5400: Mg ⊙
- Infanteriebunker «Fisibach-Bleiche» A 5401: 2 Mg ⊙
- Unterstand «Fisibach-Blöhliboden» A 5402 ⊙
- Infanteriebunker «Kaiserstuhl-Pumpenhaus» A 5403: 2 Mg ⊙
- Unterstand «Weiach-Griesgraben» A 5404: ⊙
- Unterstand «Weiach-Griesgraben» F 6010: ⊙
- Infanteriebunker «Weiach-Griesgraben» A 5405 : Mg ⊙
- Infanteriebunker «Weiach-Sädelbach A 5406»: 2 Mg ⊙
- Beobachter «Pilatus»[6]

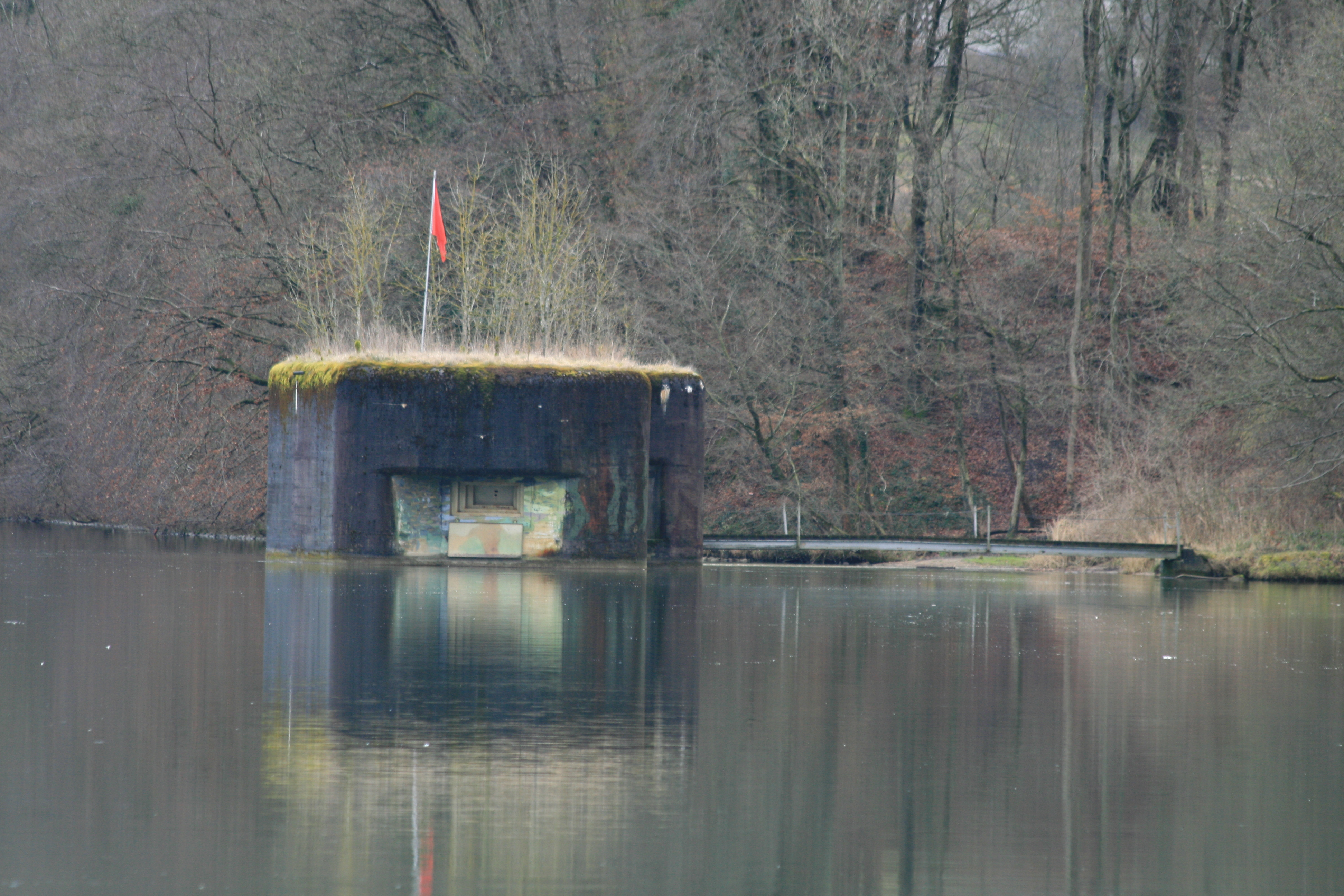
Infanteriebunker «Fisibach-Bleiche» A 5401
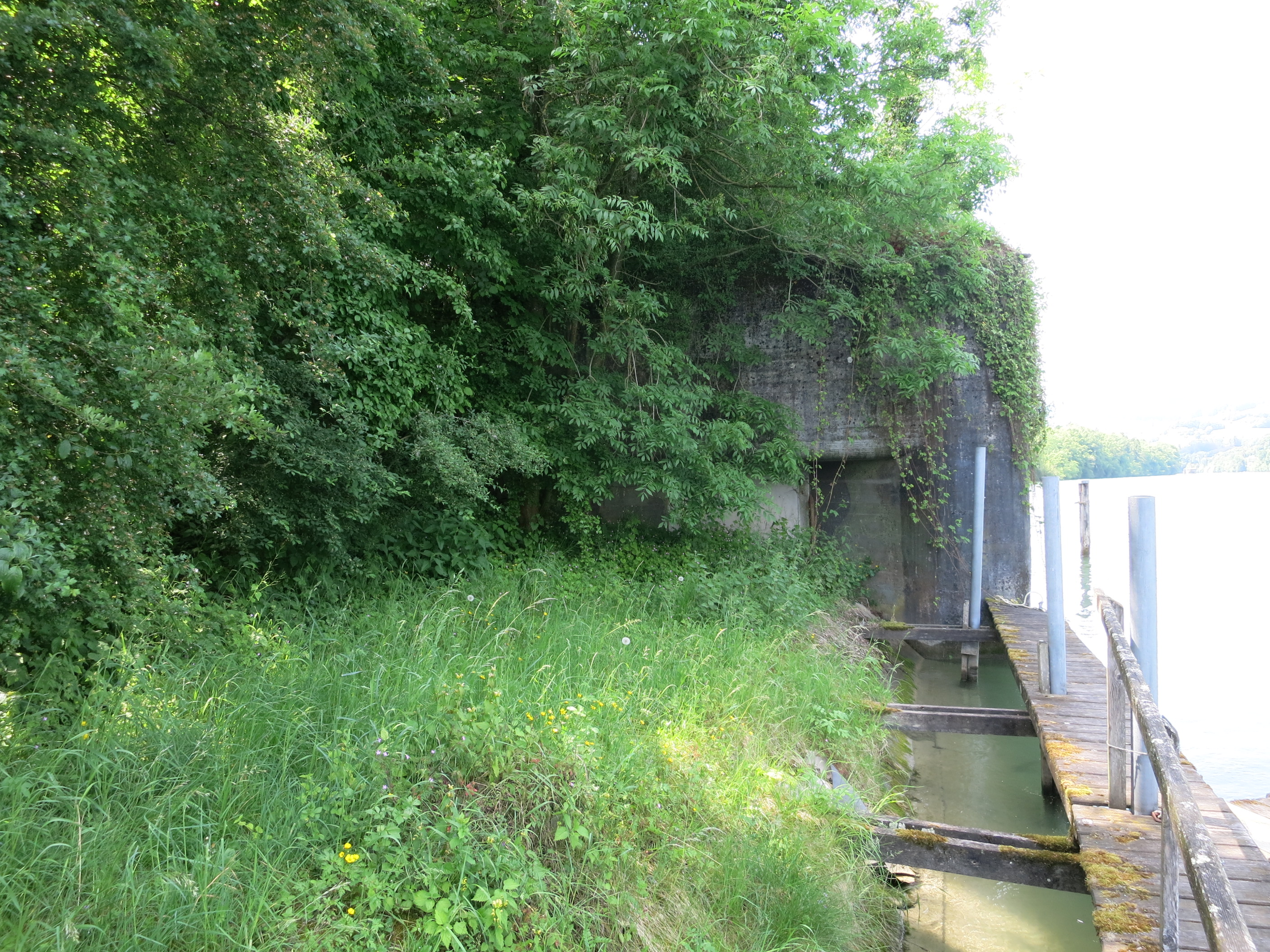
Infanteriebunker «Kaiserstuhl-Pumpenhaus» A 5403
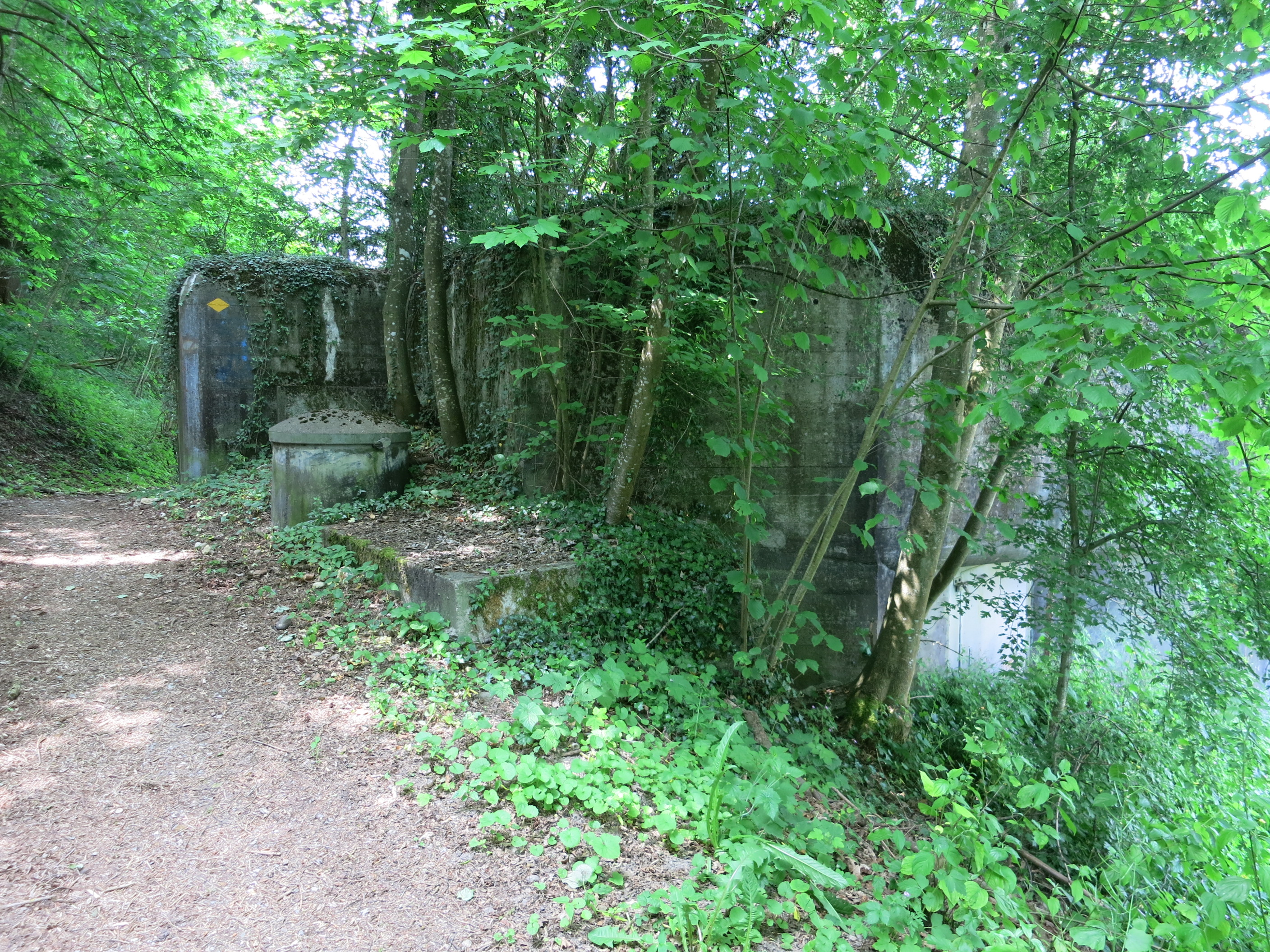
Infanteriebunker «Kaiserstuhl-Pumpenhaus» A 5403
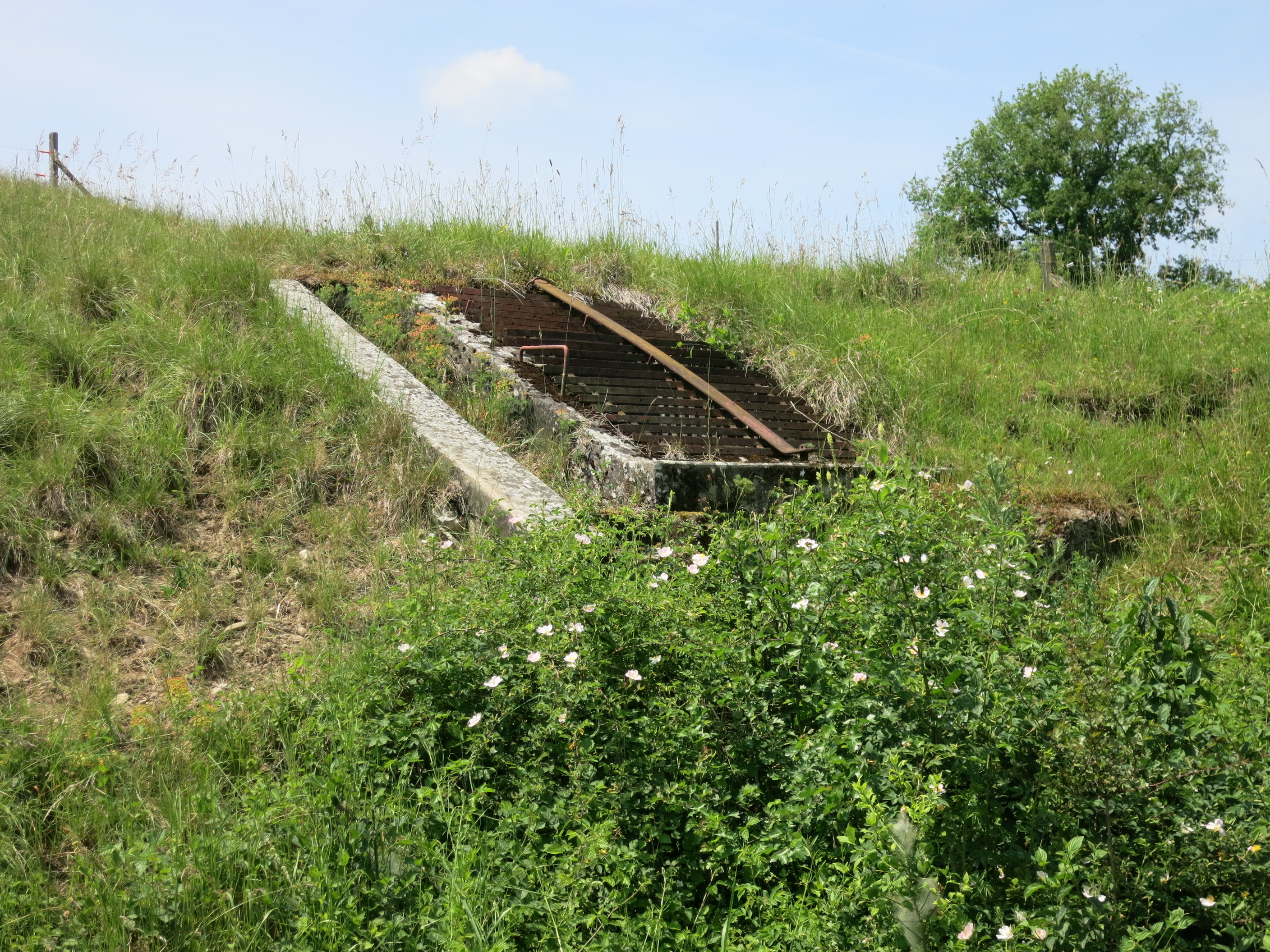
Unterstand «Weiach-Griesgraben» F 6010

## Sperrstelle Endingen
In Unterendingen und Endingen wurden die Verkehrswege mit einer starken Konzentration von Infanteriebunkern gesperrt.
- Infanteriebunker Stumpen Ost A 3800: Mg ⊙
- Infanteriebunker Stumpen West A 3801: Ik, Mg ⊙
- Infanteriebunker Strick A 3802: Ik, Mg ⊙
- Infanteriebunker Steinbruch A 3803: Ik, Mg ⊙
- Infanteriebunker Schlatt A 3804: 2 Mg ⊙
- Infanteriebunker Langwiese A 3805: Ik, Mg ⊙
- Infanteriebunker Mühlhalde A 3806: Ik, Mg ⊙
- Infanteriebunker Steig A 3807: Ik, Mg ⊙
- Infanteriebunker Stölzli A 3808: Ik, Mg ⊙
- GPH Unterendingen	⊙

## Sperrstelle Döttingen-Tegerfelden
Von Döttingen bis Tegerfelden wurde die Strasse von etlichen Bunkern flankiert.
- Unterstand Döttingen-Tegerfelden A 3809
- Infanteriebunker Tegerfelden A 3810 ⊙
- Infanteriebunker Steig A 3811: Mg	⊙
- Infanteriebunker  Unterried Ost A 3812: 2 Mg ⊙
- Infanteriebunker Unterried West A 3813 ⊙
- Unterstand Riedholz A 3814 ⊙
- Infanteriebunker  Grossmatten unten A 3817: Mg, Lmg ⊙
- Infanteriebunker  Grossmatten oben A 3818: Lmg ⊙
- Infanteriebunker Grossmatten Ecke A 3819: Mg 	⊙
- Infanteriewerk Döttingen A 3820 ⊙
- Infanteriebunker Surbmündung A 3821 ⊙